# Tuchlov
Tuchlov je lovecký zámek z devatenáctého století, který stojí severozápadně od Pňoviček v okrese Teplice.

## Historie
Zakladatelem Tuchlova byl v roce 1821 hrabě August Ledebour-Wicheln. Spolu se zaniklými letohrádky Belveder, Ladenburg a s okolní krajinou tvořil místo, které často navštěvovali lázeňští hosté z Teplic. Po roce 1918 zámek sloužil jako penzion Českého abstinentního svazu a později v něm vznikl dětský domov. V roce 2005 proběhla rekonstrukce objektu.

## Stavební podoba
Hlavní zámecká budova postavená v empírovém slohu má obdélný půdorys a navazují na ni dvě postranní křídla zalomená v pravém úhlu.